# Liste der Kreisstraßen im Landkreis Freyung-Grafenau
Die Liste der Kreisstraßen im Landkreis Freyung-Grafenau ist eine Auflistung der Kreisstraßen im bayerischen Landkreis Freyung-Grafenau mit deren Verlauf.

## Abkürzungen
- DEG: Kreisstraße im Landkreis Deggendorf
- FRG: Kreisstraße im Landkreis Freyung-Grafenau
- PA: Kreisstraße im Landkreis Passau
- REG: Kreisstraße im Landkreis Regen
- St: Staatsstraße in Bayern

## Liste
Nicht vorhandene bzw. nicht nachgewiesene Kreisstraßen werden in Kursivdruck gekennzeichnet, ebenso Straßen und Straßenabschnitte, die unabhängig vom Grund (Herabstufung zu einer Gemeindestraße oder Höherstufung) keine Kreisstraßen mehr sind.
Der Straßenverlauf wird in der Regel von Nord nach Süd und von West nach Ost angegeben.
| Nr. FRG | Verlauf |
| ------- | --- |
| FRG 1   | St 2127 in Marchetsreut – Prombach – Auggenthal – Kumreut – FRG 53 – Großwiesen – Harsdorf – Lämmersreut – Karlsbachmühle – St 2132 – Karlsbach – Hochreut – Großwies – St 2632 |
| FRG 2   | St 2127 in Eisenbernreut – Heiblmühle – Alzesberg – Unterstrahlbergmühle – Röhrnbach – FRG 54 – Steinerleinbach – St 2131 |
| FRG 3   | FRG 51 in Erlauzwiesel – St 2131 – Reichemühle – Reichling – Vordereben – Poppenreut – FRG 37 – Hintereben – FRG 18 – Jandelsbrunn – St 2131 – FRG 57 – Laßberg – FRG 15 – Aßbergermühle – FRG 56 – Steinerfurth – Landkreisgrenze – (PA 44 im Landkreis Passau)                                                                 |
| FRG 4   | St 2132 in Spiegelau – FRG 45 – FRG 23 – FRG 5 – Graupsäge – Waldhäuser – Lusenparkplatz |
| FRG 5   | FRG 4 – FRG 52 – Baumwipfelpfad Neuschönau – FRG 19 – Neuschönau – Katzberg – FRG 55 – Schönanger – FRG 38 – FRG 22 – Rosenau – FRG 9 |
| FRG 6   | St 2127 in Aigenstadl – Neureut – FRG 53 – St 2127 in Marchetsreut |
| FRG 7   | St 2321 in Perlesreut – Am Bandlberg – Waldenreut – Kirchberg – Oberanschiessing – Landkreisgrenze – (PA 32 im Landkreis Passau) |
| FRG 8   | FRG 57 in Gsenget – Neureichenau – St 2130 – Hintermühle – Riedelsbach – St 2630 in Lackenhäuser |
| FRG 9   | FRG 22 in Aufeld – FRG 5 – Grafenau – FRG 46 – Schlag – Klingmühle – Rentpoldenreuth – Lichtenau – FRG 12 – Poxreut – St 2321 in Perlesreut |
| FRG 10  | St 2132 – Landkreisgrenze – (PA 21 im Landkreis Passau) |
| FRG 11  | St 2321 – Haus im Wald – Furth – Furthsäge – Rettenbach – Lembach – Ebersdorf – Stadl – Trautmannsdorf – Landkreisgrenze – (PA 41 im Landkreis Passau) |
| FRG 12  | FRG 9 – Neidberg – FRG 34 – St 2127 in Ringelai |
| FRG 13  | St 2130 in Frauenberg – Staatsgrenze – (Tschechien) – Dreisesselberg – Staatsgrenze – (Tschechien) – Staatsgrenze – Berggasthof Dreisessel – Hubschrauberlandeplatz |
| FRG 14  | St 2132 in Oberndorf – Vorderschmiding – FRG 32 – Hinterschmiding – Herzogsreut – |
| FRG 15  | St 2131 – Wollaberg – Aßberg – FRG 3 |
| FRG 16  | – Hohenau – Kirchl – FRG 55 – FRG 19 – FRG 41 – Schönbrunn am Lusen – Raimundsreut – FRG 44 – FRG 21 – Glashütte – Mauth – St 2127 – St 2130 – Annathalmühle – Annathal – Bärnbachruhe – in Heldengut |
| FRG 17  | – Außernbrünst – Landkreisgrenze – (PA 34 im Landkreis Passau) |
| FRG 18  | St 2630 – Sagmühle – Kaltwasser – FRG 3 |
| FRG 19  | FRG 5 – Sägwassermühle – FRG 21 – Weidhütte – FRG 41 – FRG 16/FRG 55 in Kirchl |
| FRG 20  | St 2630 in Grainet – St 2630 in Vorderfreundorf |
| FRG 21  | FRG 19 in Weidhütte – Glashütte – FRG 16 |
| FRG 22  | St 2132 – Riedlhütte – FRG 45 – Reichenberg – Höhenbrunn – Sankt Oswald – FRG 23 – Draxlschlag – FRG 5 – Einberg – FRG 9 – St 2132 in Aufeld |
| FRG 23  | FRG 4 – Siebenellen – FRG 52 – FRG 22 in Sankt Oswald |
| FRG 24  | (REG 5 im Landkreis Regen) – Landkreisgrenze – St 2132 in Klingenbrunn |
| FRG 25  | St 2132 in Palmberg – Mühlberg – Oberkreuzberg – Winkelreuth – Quetsch – FRG 47 – Rötz – FRG 35 in Saunstein |
| FRG 26  | in Eberhardsreuth – Ettlmühle – Berghäusl – St 2321 |
| FRG 27  | in Gumpenreit – Hals – FRG 28 – St 2322 |
| FRG 28  | FRG 50 in Innernzell – Unteröd – Oberöd – Bärndorf – Solla – FRG 49 – Köhlberg – Loh – FRG 27 in Hals |
| FRG 29  | St 2134 – Schöfweg – Daxstein – Landkreisgrenze – (DEG 27 im Landkreis Deggendorf) |
| FRG 30  | St 2134 – Landkreisgrenze – (DEG 9 im Landkreis Deggendorf) |
| FRG 31  | St 2322 in Zenting – Blumau – Hochreuth – FRG 43 – FRG 32 – Ranfels – FRG 42 – Landkreisgrenze – (DEG 11 im Landkreis Deggendorf) |
| FRG 32  | FRG 31 in Ranfels – Ranfelsmühle – FRG 33 |
| FRG 33  | St 2322 in Tummelfeld – Altreuth – Thurmansbang – St 2128 – Taxenberg – FRG 32 – Schlinding – FRG 42 – Thannberg – FRG 40 – Landkreisgrenze – (PA 33 im Landkreis Passau) (alter Verlauf, jetzt St 2128) St 2128 – Eggenreuth – Oisching – FRG 40 – Museumsdorf Bayerischer Wald – Landkreisgrenze – (PA 19 im Landkreis Passau) |
| FRG 34  | in Hohenau – Haag – Eppenberg – Wolfersreut – Wasching – FRG 12 |
| FRG 35  | – Pummerhof – Saunstein – FRG 25 – Schönberg – FRG 47 – |
| FRG 36  | St 2131 in Waldkirchen – Reutmühle – Dorn – Landkreisgrenze – (PA 42 im Landkreis Passau) |
| FRG 37  | St 2632 in Böhmzwiesel – Buchmühle – FRG 3 in Hintereben |
| FRG 38  | FRG 5 in Schönanger – Schönangermühle – Elmberg – in Neudorf |
| FRG 39  | – Sonndorf – Hinterschmiding – FRG 14 – Kaining – St 2630 – Rehberg – Ohmühle – St 2630 in Fürholz |
| FRG 40  | FRG 33 in Thannberg – Schadham – Landkreisgrenze – (PA 33 im Landkreis Passau) – Landkreisgrenze – Loderhof – Museumsdorf Bayerischer Wald – St 2128 |
| FRG 41  | FRG 19 – Schönbrunnerhäuser – FRG 16 – Schönbrunn am Lusen – in Reschmühle |
| FRG 42  | FRG 31 – Hörperting – Hasling – Kneisting – FRG 33 in Thannberg |
| FRG 43  | FRG 31 – Grausendorf – Eizersdorf – St 2322 in Stockwiesreuth |
| FRG 44  | FRG 16 in Raimundsreut – Neuraimundsreut – St 2127 in Neuhütte |
| FRG 45  | FRG 4 – Riedlhütte – FRG 22 in Hochfeld |
| FRG 46  | in Schlag – Schlageröd – Harretsreuth – St 2321 in Haselbach |
| FRG 47  | – Hungerberg – Kasberg – FRG 25 – Hartmannsreit – Hof – Stadlmühle – Grubmühle – FRG 35 |
| FRG 48  | St 2130 in Langbruck – Landkreisgrenze – (PA 3 im Landkreis Passau) |
| FRG 49  | FRG 28 in Solla – Rettenbach – St 2322 |
| FRG 50  | – Hilgenreith – Innernzell – |
| FRG 51  | FRG 3 in Erlauzwiesel – Zimmermandling – Grund bei Jandelsbrunn – Grundmühle – Heindlschlag – FRG 56 – Landkreisgrenze – (PA 45 im Landkreis Passau) |
| FRG 52  | FRG 23 in Sankt Oswald – Altschönau – FRG 5 |
| FRG 53  | FRG 6 in Neureut – Öden – FRG 1 in Kumreut |
| FRG 54  | (PA 17 im Landkreis Passau) – Landkreisgrenze – Wilhelmsreut – Ulrichsreut – Höbersberg – Pötzerreut – FRG 2 in Röhrnbach |
| FRG 55  | FRG 5 – Sägmühle – FRG 16/FRG 19 in Kirchl |
| FRG 56  | FRG 3 – Rosenberg – Wolfau – Mitterau – FRG 51 |
| FRG 57  | St 2131 – FRG 3 – Laßberg – Schindelstatt – Gsenget – FRG 8 – St 2130 in Langbruck |